# 特拉讷穆市镇
特拉讷穆市镇（瑞典語：Tranemo kommun）是瑞典西部西约塔兰省的一个市镇。其治所位于特拉讷穆。